# バックホルツ陸軍飛行場
バックホルツ陸軍飛行場（バックホルツりくぐんひこうじょう、英: Bucholz Army Airfield）は、マーシャル諸島クェゼリン環礁のクェゼリン島にある米陸軍の飛行場である。

## 歴史
大東亜戦争開戦後に、大日本帝国海軍の海軍設営隊第四海軍施設部によって建設され、1943年（昭和18年）に海軍の飛行場として完成する。完成後は第十九航空隊が駐屯し、主にマーシャル諸島海域での哨戒任務に従事する。
しかし、マキン・タラワの戦いが終わった後の1943年（昭和18年）12月14日から、アメリカ軍による空襲を受けるようになり、1944年（昭和19年）1月30日からはアメリカ軍によるマーシャル諸島攻略作戦が開始される。2月2日にはアメリカ海兵隊が上陸し、日本軍の守備隊と激しい攻防を繰り返すが、2月6日にクェゼリンはアメリカ海兵隊によって占領された。
占領後、バックホルツ陸軍飛行場と名付け、飛行場を拡張したアメリカ軍は1944年4月にエリス諸島のナヌメア環礁やギルバート諸島のタラワからB-24を中心とした重爆撃機隊や写真偵察機隊を移駐させた。これらの部隊はマリアナ諸島攻略作戦に導入された後、9月頃にマリアナ諸島のサイパン、テニアン、グアムに移駐した。部隊が移駐した後、バックホルツ陸軍飛行場は終戦まで後方の補給基地として機能した。
戦後、バックホルツ陸軍飛行場のあるクェゼリン環礁は米国の国連信託統治領戦略区域となった。1946年、バックホルツ陸軍飛行場にはマーシャル諸島海域での核実験を行うための司令部が置かれ、近海のビキニ環礁やエニウェトク環礁では1946年7月1日から1958年8月18日まで67回の核実験が行われた。
1963年に部分的核実験禁止条約（PTBT）が締結され、大気中での核実験が禁止された後、 バックホルツ陸軍飛行場は弾道ミサイルの各種実験などに使用され、現在も運用されている。

## 現在
基地はクェゼリン島全域に及ぶ広大なもので、基地内には野球場やゴルフ場、ベーカリーなどが整備されている。しかし、これらの設備は島内に住む軍関係者とその家族専用で、元から住んでいた住民たちは許可がない限り使用できない。元から住んでいた住民は、基地の建設により現在も隣のイバイ島への立ち退きを余儀なくされ、現在約9000人が居住している。なお、基地内ではアメリカ本土との整合性を持たせるため、日付を一日遅らせて運用している。
バックホルツ陸軍飛行場は米陸軍の管理下にあるため、原則として軍関係者とその家族以外の降機は認められていない。そのため、グアム～ホノルル間で運航されているアイランドホッピング便も、他の空港では到着の度に乗客は各空港内の待合室で過ごすこともできるが、バックホルツ陸軍飛行場ではここで降機する人以外全員が機内で待機となる。軍関係者以外の外部の者が訪問する場合、入島許可証を取得しなければならないが、その場合でも基地内に滞在することを許されず、降機後すぐにイバイ島に移動しなければならない。

## 就航路線
| 航空会社           | 目的地                                                                                                 |
| ------------------ | --- |
| ユナイテッド航空   | グアム、チューク、ポンペイ、コスラエ、マジュロ、ホノルル                                               |
| マーシャル諸島航空 | アイロック、ウオジャ、エニウェトク、エレナック、オトー、ビキニ、マジキン、マジュロ、ラエー、リキエップ |

## 脚註
1. ↑  天下太平洋物語pp215
2. 1 2  天下太平洋物語pp211
3. ↑  天下太平洋物語pp210
4. ↑  月刊エアライン2005年3月号pp25